# L'agent plongeur
L'agent plongeur è un cortometraggio del 1901 diretto da Ferdinand Zecca.

## Trama
Un pescatore ha catturato un pesce talmente grosso, che lo trascina sul fondo dell'acqua. Arriva un poliziotto, velocemente salta in acqua e tira fuori il pescatore. Una volta tirato fuori dall'acqua, preme sul ventre, per far emergere tutta l'acqua che lo sfortunato ha ingerito.